# Airplane!
Airplane! of Flying High! is een Amerikaanse avondvullende filmkomedie uit 1980 van Zucker, Abrahams en Zucker. De film parodieert het rampenfilmgenre, populair in de jaren 70 en meer bepaald de rampenfilms Zero Hour! (1957) en Airport (1970).
De film werd uitgebracht door Paramount en heeft Robert Hays, Julie Hagerty, Leslie Nielsen, Robert Stack, Lloyd Bridges, Peter Graves, Kareem Abdul-Jabbar en Lorna Patterson in de hoofdrollen.
Destijds al een kassucces geniet de film thans een reputatie als een van de grappigste komedies die ooit werden gemaakt. Hij staat op nr. 10 in de AFI-lijst "100 Years...100 Laughs" en op nr. 6 in de Bravo-lijst "100 Funniest Movies". Channel 4 riep de film in 2007 uit tot "Tweede grappigste komedie aller tijden".

## Verhaal
Ex-piloot Ted Striker is getraumatiseerd na een incident tijdens een oorlog. Sindsdien wil hij niet meer vliegen. Toch gaat hij mee aan boord van een vliegtuig om zijn oude liefde, stewardess Elaine, terug voor zich te winnen. Tijdens de vlucht worden alle passagiers en piloten ziek door voedselvergiftiging en moet Ted het vliegtuig veilig aan de grond zetten.

## Over de film
In films als Airport werden de hoofdrollen gespeeld door al wat oudere sterren als Dean Martin en Burt Lancaster. Vandaar dat de makers van Airplane! besloten karakteracteurs als Leslie Nielsen, Robert Stack, Peter Graves en Lloyd Bridges, allen veteranen van het witte doek, een rol in hun film te geven. Vooral voor Nielsen en Bridges vormde Airplane! het begin van een heel nieuwe carrière in komische films. Bridges was in 1982 opnieuw te zien in het vervolg, Airplane II: The Sequel.

## Rolverdeling
| Acteur                 | Personage                                    |
| ---------------------- | -------------------------------------------- |
| Robert Hays            | Ted Striker                                  |
| Julie Hagerty          | Elaine Dickinson                             |
| Leslie Nielsen         | Dr. Barry Rumack                             |
| Peter Graves           | Kapitein Clarence Oveur                      |
| Lloyd Bridges          | Steve McCroskey                              |
| Robert Stack           | Kapitein Rex Kramer                          |
| Lorna Patterson        | Randy, de blonde stewardess                  |
| Stephen Stucker        | Luchtverkeercontroleur Johnny Henshaw-Jacobs |
| Frank Ashmore          | Victor Basta                                 |
| Jonathan Banks         | Gunderson                                    |
| Kareem Abdul-Jabbar    | Roger Murdock/zichzelf incognito             |
| Craig Berenson         | Paul Carey                                   |
| Barbara Billingsley    | Jive dame                                    |
| Lee Bryant             | Mrs. Hammen                                  |
| Nicholas Pryor         | Mr. Jim Hammen                               |
| Joyce Bulifant         | Mrs. Davis                                   |
| Marcy Goldman          | Mrs. Geline                                  |
| Barbara Stuart         | Mrs. Kramer                                  |
| Ross Harris            | Joey Hammen                                  |
| James Hong             | Japanse generaal                             |
| Norman Alexander Gibbs | Eerste Jive gast                             |
| Al White               | Tweede Jive gast                             |
| David Leisure          | Eerste Krishna                               |
| Jill Whelan            | Lisa Davis                                   |
| Ethel Merman           | Lt. Herwitz                                  |
| Lee Terri              | Mrs. Oveur                                   |
| Howard Jarvis          | Man in de taxi                               |